# Колоратка лісова
Колора́тка лісова (Stiphrornis erythrothorax) — вид горобцеподібних птахів родини мухоловкових (Muscicapidae). Мешкає в Західній і Центральній Африці. Це єдиний представник монотипового роду Колоратка (Stiphrornis).

## Опис

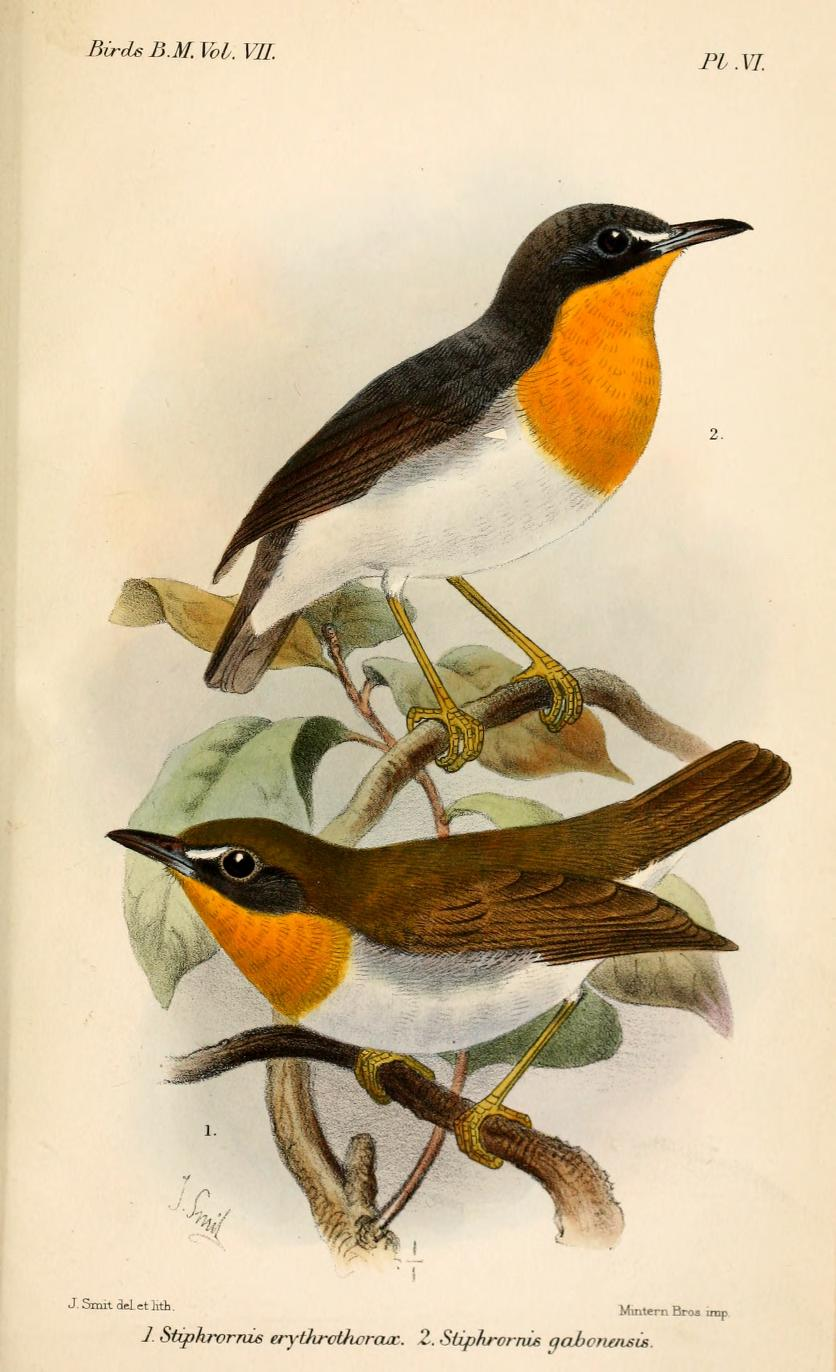
Лісові колоратки (S. e. gabonensis зверху і S. e. erythrothorax знизу)

Довжина птаха становить 12 см. У самців верхня частина тіла темно-сіра, у самиць коричнева. Горло і груди темно-оранжеві або жовтувато-оранжеві, в залежності від підвиду, живіт білуватий.

## Підвиди
Виділяють вісім підвидів:
- S. e. pyrrholaemus Schmidt & Angehr, 2008[4] — південно-західний Габон (долина Огове);
- S. e. erythrothorax Hartlaub, 1855 — від Сьєрра-Леоне до південної Гани, півднна Нігерія;
- S. e. gabonensis Sharpe, 1883 — від західного Камеруну до західного Габону, острів Біоко;
- S. e. dahomeyensis Voelker, Tobler, Prestridge, Duijm, Groenenberg, Martin, AD, Nieman, Roselaar & Huntley, 2017[5] — південь Беніну, південний схід Гани;
- S. e. inexpectatus Voelker, Tobler, Prestridge, Duijm, Groenenberg, Martin, AD, Nieman, Roselaar & Huntley, 2017[5] — південний захід Гани;
- S. e. xanthogaster Sharpe, 1903 — від південно-східного Камеруну і північно-східного Габону до півночі і центру ДР Конго і півдня Уганди;
- S. e. sanghensis Beresford & Cracraft, 1999 — південний захід ЦАР;
- S. e. rudderi Voelker, Tobler, Prestridge, Duijm, Groenenberg, Martin, AD, Nieman, Roselaar & Huntley, 2017[5] — північ центральної ДР Конго.

Деякі дослідники класифікують вид Stiphrornis erythrothorax як видовий комплекс і пропонують розділити його на кілька видів. МСОП виділяє підвид S. xanthogaster включно з sanghensis і rudderi як окремий вид Stiphrornis xanthogaster, а підвид S. e. pyrrholaemus — як окремий вид Stiphrornis pyrrholaemus. Міжнародна спілка орнітологів класифікує лісову колоратку як монотиповий вид.

## Поширення і екологія
Лісові колоратки мешкають в Сьєрра-Леоне, Гвінеї, Ліберії, Кот-д'Івуарі, Гані, Того, Беніні, Нігерії, Камеруні, Екваторіальній Гвінеї, Габоні, Республіці Конго, Демократичній Республіці Конго, Центральноафриканській Республіці, Південному Судані, Уганді, Руанді і Кенії. Вони живуть в нижньому ярусі рівнинних тропічних лісів, в галерейних лісах і на плантаціях. Зустрічаються на висоті до 1800 м над рівнем моря. Живляться безхребетними.